# Dante 01
Dante 01 è un film del 2008 diretto da Marc Caro.

## Trama
San Giorgio è l'unico sopravvissuto all'incontro della sua nave spaziale con un'entità aliena. Accusato della morte del suo equipaggio, è confinato nella prigione spaziale Dante 01, in orbita attorno al pianeta infuocato Dante, nella quale sono rinchiusi sei pericolosi criminali considerati cavie per esperimenti genetici. I detenuti, scoperti i poteri del nuovo arrivato, si dividono in due fazioni opposte: chi lo adora e chi lo teme. Controllati costantemente da un'equipe di scienziati e guardie carcerarie, alla fine troveranno un pretesto per unirsi.

## Produzione
È il primo lungometraggio diretto unicamente da Caro, in precedenza noto al pubblico solo per alcune sue collaborazioni con Jean-Pierre Jeunet. Il film, uscito nelle sale italiane il 25 luglio 2008, ha avuto un costo di 8000000 €.